# Luftlandebrigade 26
Die Luftlandebrigade 26 „Saarland“ mit Sitz des Brigadestabes in Saarlouis war ein zuletzt etwa 3500 Mann starker Verband der Division Schnelle Kräfte. Die Brigade wurde auch gemäß ihrer fast vollständigen Stationierung im Saarland als „Saarlandbrigade“ bezeichnet. Weitere Truppenteile lagen in Rheinland-Pfalz. Die Luftlandebrigade 26 gehörte zum größten Teil zu den Eingreifkräften der Bundeswehr, der Verband stellte daher den überwiegenden Anteil an Fallschirmjägern und Luftlandetruppen der Eingreifkräfte des Heeres. Das Brigademotto lautete: „Einsatzbereit – jederzeit – weltweit“. Die Brigade grüßte mit „Glück ab“.

## Geschichte

### Heeresstruktur 1

#### Vorgeschichte als Kampfgruppe in der Heeresstruktur 1
Zur Einnahme der Heeresstruktur 1 wurde die Luftlandekampfgruppe B 9 zum September 1957 mit Standort des Stabes in der Becelaere-Kaserne in Eßlingen am Neckar neu aufgestellt. Der Stab der Luftlandekampfgruppe A 9 verlegte 1958 in die Graf-Stauffenberg-Kaserne in Sigmaringen. Die Luftlandekampfgruppe B 9 unterstand der 1. Luftlandedivision.

#### Aufstellung
Zum 20. Oktober 1958 wurde die Luftlandekampfgruppe B 9 in die Luftlandebrigade 26 umgegliedert.

### Heeresstruktur 2
Zur Einnahme der Heeresstruktur 2 wurde die Luftlandebrigade 26 1959 zur Fallschirmjägerbrigade 26 umgegliedert.

### Heeresstruktur 3
1972 wurde die Fallschirmjägerbrigade wieder in Luftlandebrigade 26 rückbenannt. 1972 verlegte der Stab nach Saarlouis, so dass die Brigade vollständig im Saarland stationiert war.
Als Soldatenmord von Lebach ging ein im Jahre 1969 begangener Überfall mit der Ermordung der Wachsoldaten des Munitionsdepots der Graf-Haeseler-Kaserne (Lebach) in die bundesdeutsche Geschichte ein. Die getötete Wache waren die Gefreiten Dieter Horn und Ewald Marx, der Obergefreite Arno Bales und der Unteroffizier Erwin Poh.

### Heeresstruktur 4
Die Brigade umfasste im Herbst 1989 in der Friedensgliederung etwa 3000 Soldaten. Die geplante Aufwuchsstärke im Verteidigungsfall lag noch darüber. Zum Aufwuchs war die Einberufung von Reservisten und die Mobilmachung von nicht aktiven Truppenteilen vorgesehen. Im Herbst 1989 wurde die Brigade truppendienstlich weiter durch den Stab der  1. Luftlandedivision geführt. Für den Einsatz war die Brigade dem Befehlshaber des III. Korps als Reserve direkt unterstellt. Die Brigade gliederte sich zum Ende der Heeresstruktur 4 im Herbst 1989 grob in folgende Truppenteile:
- Stab/Stabskompanie Luftlandebrigade 26, Saarlouis
  -  Luftlandemörserkompanie 260 (teilaktiv), Lebach
  -  Luftlandepionierkompanie 260, Koblenz (im Frieden bis April 1990 zu Pionierbataillon 310)
  -  Luftlandesanitätskompanie 260, Lebach
  -  Luftlandeversorgungskompanie 260, Merzig
  -  Fallschirmjägerbataillon 261, Lebach
  -  Fallschirmjägerbataillon 262, Merzig (bis 1989 deutscher Beitrag zu AMF(L))
  -  Fallschirmjägerbataillon 263, Saarlouis
  -  Fallschirmjägerbataillon 264 (GerEinh), Saarlouis

### Heeresstruktur 5 bis zur Auflösung

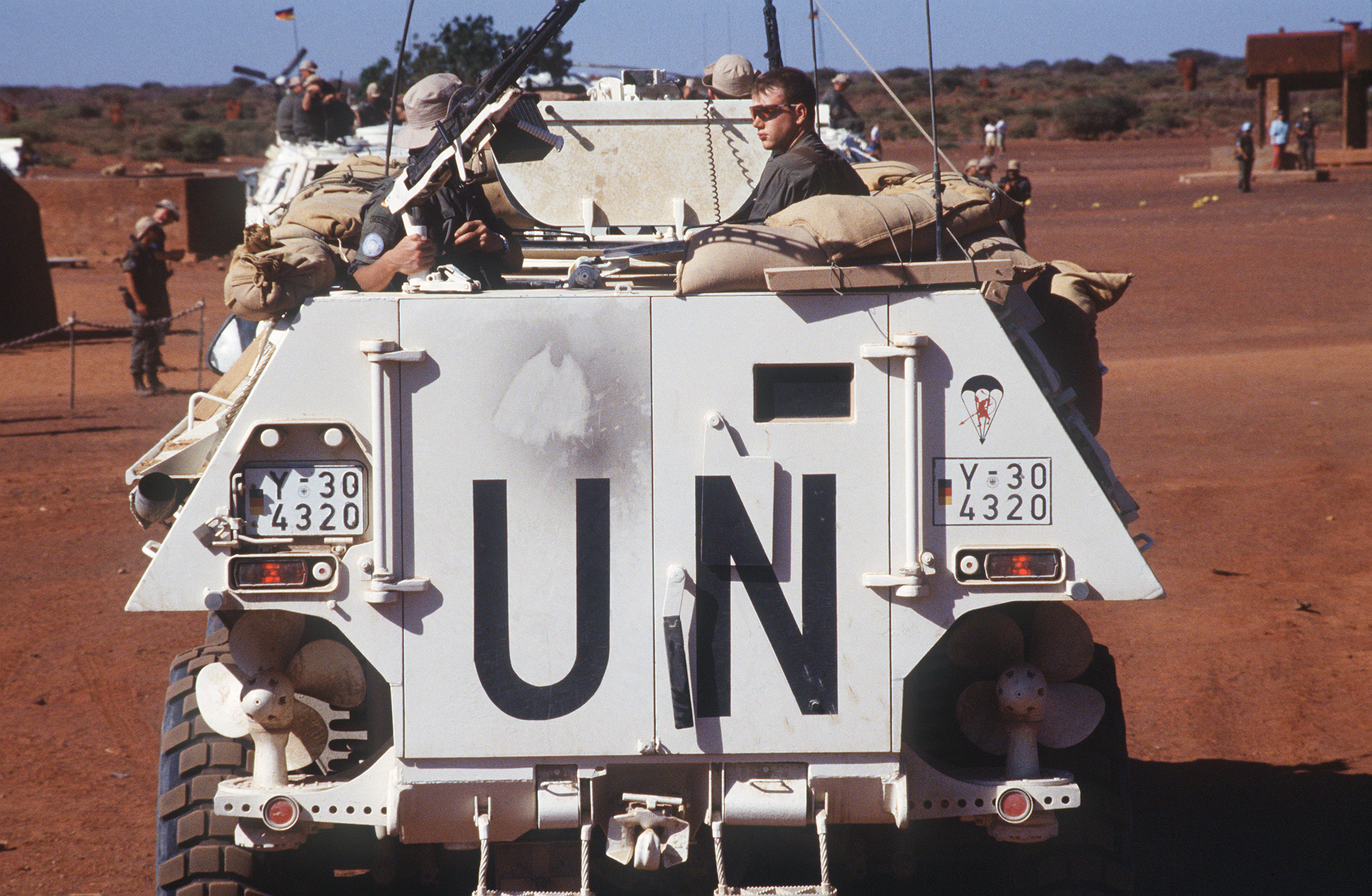
Angehörige des Fallschirmjägerbataillons 261 1993 in Somalia

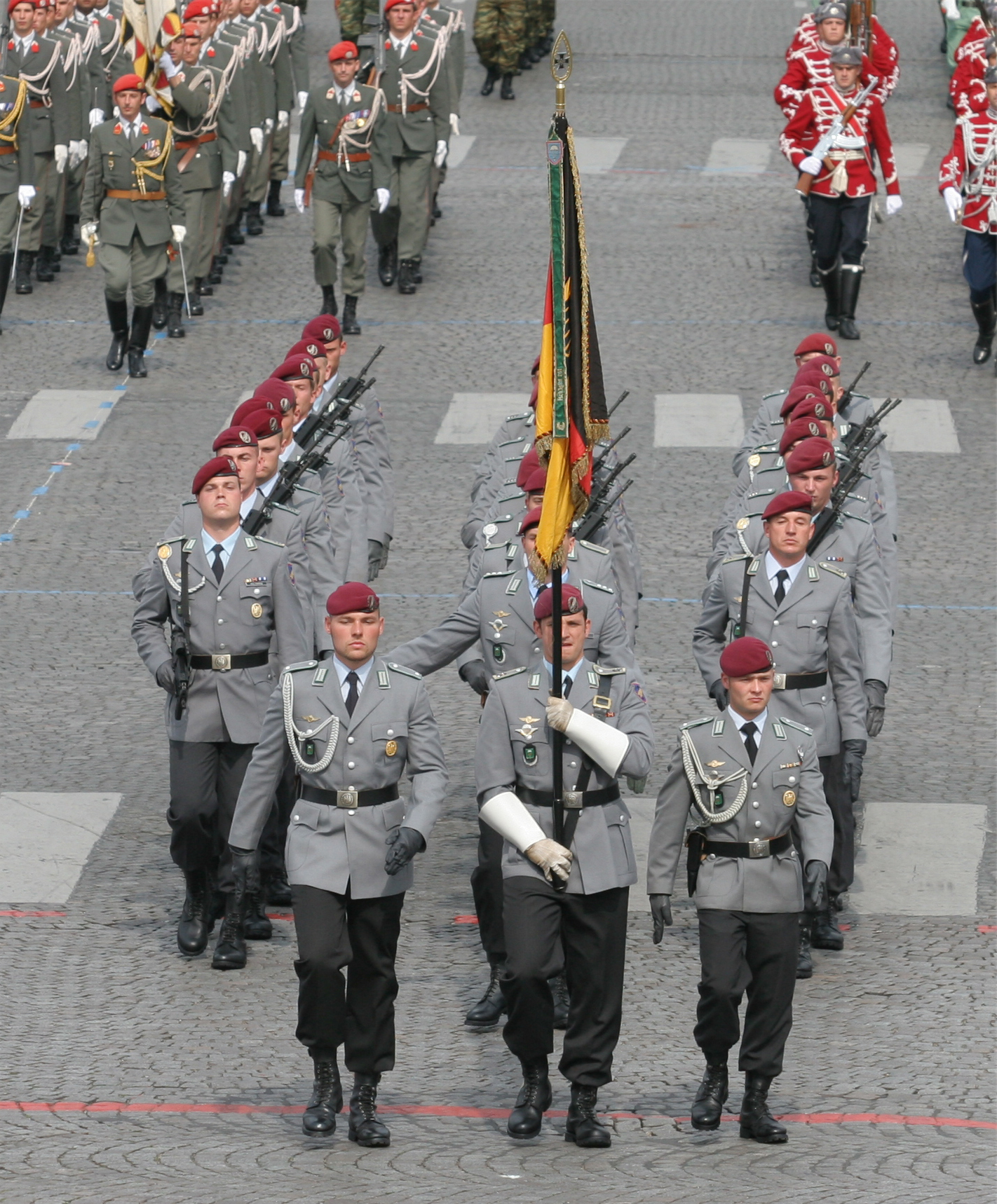
Abordnung der Brigade in Paris, mit der Truppenfahne des Fallschirmjägerbataillon 261 mit dem Fahnenband des Saarlands

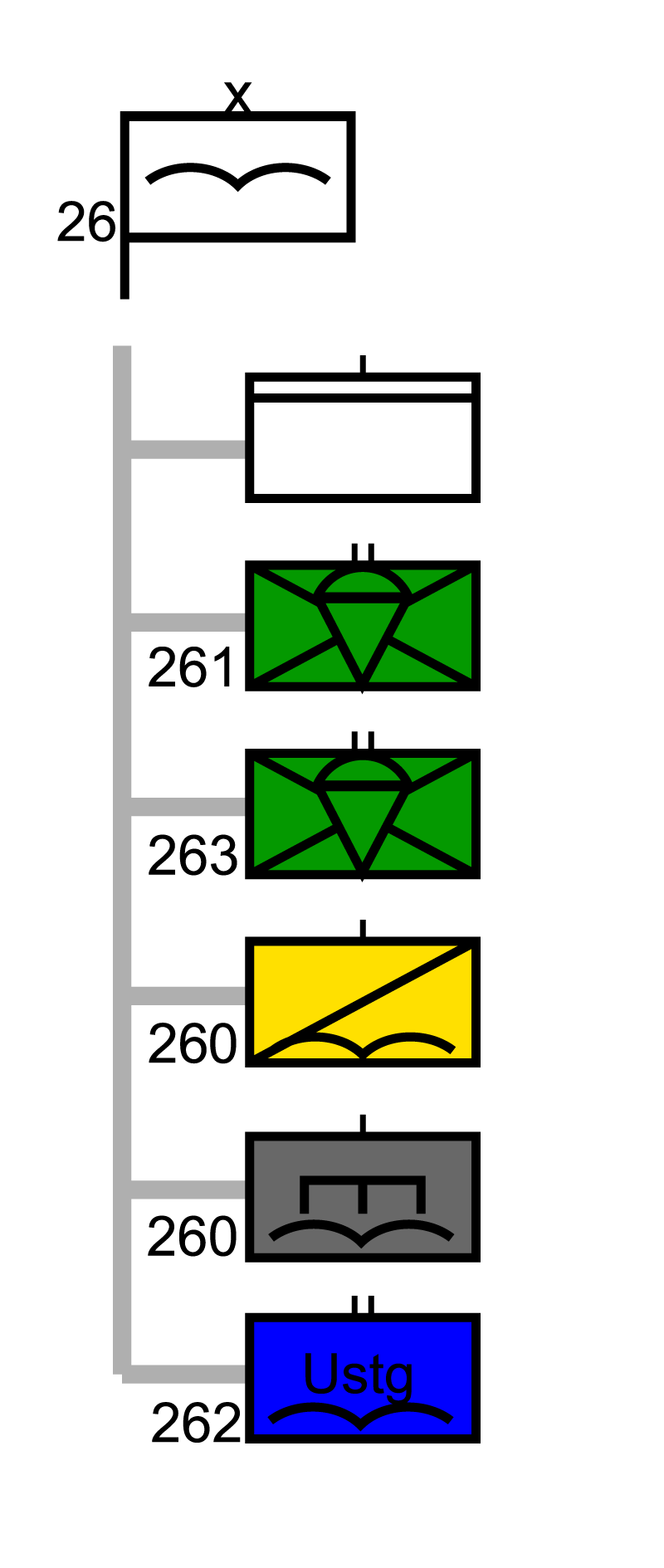
Gliederung der Luftlandebrigade

1991 wurde der Brigade der Beiname „Saarland“ verliehen. Mit der Verlegung des Fallschirmjägerbataillon 263 von Saarlouis nach Zweibrücken hat die Brigade auch eine „Außenstelle“ in Rheinland-Pfalz.
1991 stellte die Brigade Kräfte für die humanitäre Hilfsaktion „Operation Kurdenhilfe“ im Iran und war 1992/1993 an der „Sanitätsdienstlichen Unterstützung der Vereinten Nationen in Kambodscha“ beteiligt. Im Jahre 1993 war die Brigade Leitverband für das erste Kontingent des Somalia-Einsatzes.
1994 stand die Ausbildungskompanie des LLBtl 263 (2./263) wegen der dort herrschenden Ausbildungsmethoden im Fokus der saarländischen Presse.
Seit 1995 befinden sich Soldaten aller Brigadeteile im Wechsel fast ununterbrochen auf dem Balkan im Einsatz. Am 14. März 1997 führte der spätere Brigadegeneral Henning Glawatz, seinerzeit noch Oberst und Kommandeur der Luftlandebrigade 26 Saarland, mit Kräften, die in Rajlovac/Bosnien stationiert waren, die Operation Libelle zur Evakuierung deutscher und ausländischer Staatsbürger aus der albanischen Hauptstadt Tirana durch.
2002/2003 führte der Brigadestab mit unterstellten Truppenteilen als Leitverband die Multinationale Brigade in Kabul der Internationalen Schutztruppe in Afghanistan (ISAF). 2006 nahmen Teile der Brigade am Auslandseinsatz in der Demokratischen Republik Kongo (EUFOR RD CONGO) teil.
Im Jahr 2006 waren Soldaten der Saarlandbrigade in den Skandal um vermeintliche Totenschändungen in Afghanistan verwickelt. In der Kaserne des Fallschirmjägerbataillons 263 in Zweibrücken wurde 2006 wegen obszöner Handlungen und entwürdigenden Behandlungen im Beisein des Kompaniechefs während einer "Uffz-Feier" staatsanwaltschaftlich ermittelt.
30 Angehörige des zur Brigade gehörenden Fallschirmjägerbataillons 261 nahmen am 14. Juli 2007 an der traditionellen Militärparade aus Anlass des französischen Nationalfeiertags teil, an der erstmals Soldaten aus allen anderen EU-Staaten vertreten waren. Ab dem 16. Juli 2007 nahm für 5 Tage ein Fallschirmjägerzug, eingebunden in eine russische Kompanie in Pskow (Bleskau)/Russland an einer Luftlandeübung mit Gefechtsschießen teil. Gleichzeitig besuchte ein russischer Zug das Fallschirmjägerbataillon 263 in Zweibrücken.
Letzter Auftrag der Brigade war die Führung der Fallschirmjägerbataillone 261 und 263 sowie des Luftlandeunterstützungsbataillons 262. Die Brigade war als Teil der Eingreifkräfte befähigt, innerhalb von 24 bis 72 Stunden einen luftbeweglichen Gefechtsverband „spezielle Operationen“ aus den Truppenteilen der Brigade zu stellen. Dazu arbeitete die Brigade ggf. mit Spezialkräften bei Schutz- und Evakuierungsoperationen. Weiterhin war die Brigade befähigt, begrenzte Anfangsoperationen zum Schaffen von Voraussetzungen für den Einsatz anderer Kräfte durch Nehmen und Halten von Schlüsselgelände durchzuführen. Die Brigade führte außerdem spezialisierte Kräfte bei Operationen in der Tiefe gegen Einrichtungen, Kräfte und Mittel der Führung und Logistik des Gegners.
Die Luftlandebrigade 26 gliederte sich zuletzt wie folgt:
- Stab/Stabskompanie Luftlandebrigade 26, Saarlouis
  -  Luftlandeaufklärungskompanie 260, Zweibrücken
  -  Luftlandepionierkompanie 260, Saarlouis
  -  Fallschirmjägerbataillon 261, Lebach
  -  Fallschirmjägerbataillon 263, Zweibrücken
  -  Luftlandeunterstützungsbataillon 262, Merzig
  -  Luftlandepionierkompanie 270, Seedorf

### Auflösung
2012 wurde das letzte Mal im Saarland ausgebildet. Auf Grund des Stationierungskonzepts 2011 wurde die Ausbildung der Rekruten an den Stützpunkt in Zweibrücken verlegt. Die letzte Übung des Fallschirmjägerbataillons 261 fand vom 16. bis 19. September 2012 am Stausee Losheim statt.
Am 26. November 2014 wurden der Brigade die Luftlandepionierkompanie 270 und die Luftlandeaufklärungskompanie 310 der aufgelösten Luftlandebrigade 31 unterstellt.
Im Zuge der Umsetzung des Realisierungsplans „HEER2011“ wurde die Luftlandebrigade 26 am 1. April 2015 zur Luftlandebrigade 1 umgegliedert.

## Kommandeure
Die Kommandeure der Brigade waren (Dienstgrad bei Kommandoübernahme):
| Nr. | Name                        | Beginn der Berufung | Ende der Berufung |
| --- | --------------------------- | ------------------- | ----------------- |
| 17  | Oberst Stefan Geilen        | 4. Dezember 2014    | 31. März 2015     |
| 16  | Oberst Andreas Hannemann    | 1. Februar 2012     | 4. Dezember 2014  |
| 15  | Oberst Eberhard Zorn        | 14. Januar 2010     | 31. Januar 2012   |
| 14  | Oberst Volker Bescht        | 29. August 2005     | 14. Januar 2010   |
| 13  | Oberst Hans-Werner Fritz    | 2003                | 29. August 2005   |
| 12  | Oberst Manfred Schlenker    | (2000)              | (2002)            |
| 11  | Oberst Henning Glawatz      | (1996)              | (1999)            |
| 10  | Oberst Hans-Heinrich Dieter | 1. April 1994       | (1995)            |
| 9   | Oberst Helmut Harff         | 1. April 1990       | 31. März 1994     |
| 8   | Oberst Fritz Eckert         | 1. April 1983       | 31. März 1990     |
| 7   | Oberst Herbert Hagenbruck   | April 1976          | 31. März 1983     |
| 6   | Oberst Hans Kubis           | September 1973      | März 1976         |
| 5   | Oberst Helmut Liebeskind    | Oktober 1970        | September 1973    |
| 4   | Oberst Heinrich Schwiethal  | Oktober 1968        | September 1970    |
| 3   | Oberst Karl-Albert Keerl    | April 1967          | Oktober 1968      |
| 2   | Oberst Hans-Werner Voss     | Oktober 1963        | April 1967        |
| 1   | Oberst Erich Timm           | Oktober 1958        | September 1963    |

## Verbandsabzeichen
Die Blasonierung des Verbandsabzeichens für den  Dienstanzug der Angehörigen der Luftlandebrigade 26 lautete zunächst:
 Rot bordiert, in Blau ein geöffneter silberner Fallschirm mit eingehängter, nach unten deutender Pfeilspitze.
Das erste Verbandsabzeichen zeigte einen Fallschirm, der stilisiert das Hauptmotiv im taktischen Zeichen der Fallschirmjägertruppe. Die Fallschirmjägertruppe war der infanteristische Kern der Luftlandetruppen. Die Verbandsabzeichen der Division und der unterstellten Brigaden waren bis auf die Borde identisch. In der Tradition der Preußischen Farbfolge erhielt das Verbandsabzeichen der Luftlandebrigade 26 als „zweite“ Brigade der Division einen roten Bord.
Nach Aufstellung der Division Spezielle Operationen erhielten Division und deren Brigaden neu gestaltete Verbandsabzeichen. Die Blasonierung des Verbandsabzeichens der Luftlandebrigade 26 lautete:
 Rot bordiert, in Blau eine aufrecht gestellter schwarze Pfeilspitze, bestehend aus gekerbten Schaft und den beiden Flügeln, belegt mit einem stürzenden, goldenen Adler.
Der Adler ähnelte dem Raubvogel im Barettabzeichen der Fallschirmjägertruppe. Der Pfeil ähnelte dem taktischem Zeichen für Spezialkräfte. Er symbolisierte ein nach oben zeigendes Schwert oder Dolch. Schwert und Dolch wurden weltweit als Symbol im Umfeld von Spezialkräften genutzt – beispielsweise auch beim Barettabzeichen des Kommandos Spezialkräfte. Erneut galt die Luftlandebrigade 26 als „zweite“ Brigade. Daher erhielt ihr Verbandsabzeichen erneut einen roten Bord.
Da sich die Verbandsabzeichen der Brigaden der Division sowohl im alten als auch im neuen Design nur geringfügig unterschieden, wurde stattdessen gelegentlich auch das interne Verbandsabzeichen des Stabes bzw. der Stabskompanie pars pro toto als „Abzeichen“ der Brigade genutzt. Es zeigte den aus dem ersten Verbandsabzeichen bekannten Fallschirm auf blauen Grund mit rotem Bord, sowie einen Schweifstern. Der Komet geht vermutlich auf das (Traditions-)Kennzeichen „Blauer Komet“ der ehemaligen Angehörigen des Luftlande-Sturm-Regiments der Fallschirmjäger der Wehrmacht zurück. Ein ähnlichen Kometen im Truppenkennzeichen führte im späteren Kriegsverlauf die 4. Fallschirmjägerdivision der Wehrmacht. In einer alternativen (möglicherweise früheren?) Version des internen Verbandsabzeichens des Stabes wurde der Komet nicht aufgenommen.

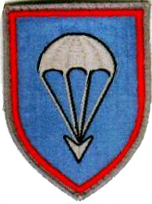
Gewebtes, erstes Verbandsabzeichen für den Dienstanzug
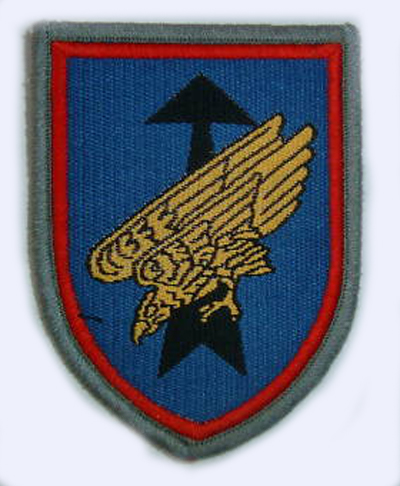
Gewebtes, späteres Verbandsabzeichen für den Dienstanzug
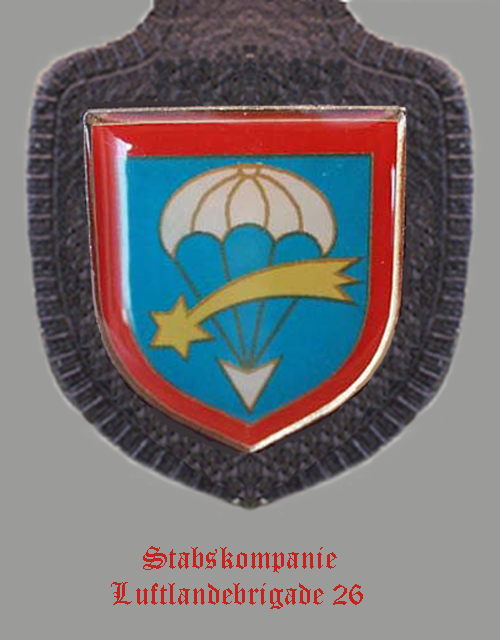
Internes Verbandsabzeichen des Stabes/Stabskompanie
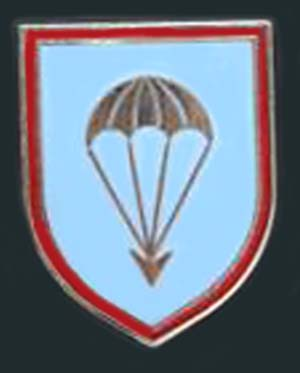
Alternatives (früheres?) internes Verbandsabzeichen des Stabes/Stabskompanie